# Potaje conquense
El potaje conquense és un plat típic de la província de Conca, en concret de la zona de la regió muntanyenca de Conca.

## Característiques
És un plat d'hivern, que es diferència d'altres potajes en què no porta sofregit ni de cebes ni d'alls. Els seus ingredients bàsics són mongetes rosses, creïlles, espinada, papada i botifarra de porc, una mica de farina, pebre vermell, sal i oli. És fàcil de preparar, i la seva recepta pot presentar petites variants, sobretot pel que concerneix la carn de porc.
També hi ha una variant, coneguda com a “potaje serrà” que sí en du de sofregit de ceba, tomàquet i all, i a més utilitza també el llorer per donar-li un altre toc especial.